# بومدين ضد بوش
قضية بومدين ضد بوش، هو طلب التماس بالمثول أمام القضاء قدمه لخضر بومدين في محكمة مدنية بالولايات المتحدة، وهو مواطن بوسني جزائري، معتقل في معسكرات الاعتقال في خليج جوانتانامو في كوبا. وقد أكدت هذه القضية على الدور الأساسي الذي تلعبه أوامر المثول أمام القضاء باعتبارها ضمانة ضد تجاوزات الحكومة، حيث تضمن عدم احتجاز الأفراد إلى أجل غير مسمى دون إتاحة الفرصة لهم للطعن في قانونية احتجازهم. لا يعد خليج غوانتانامو رسميًا جزءًا من الولايات المتحدة، وبموجب شروط عقد الإيجار لعام 1903 بين الولايات المتحدة وكوبا، احتفظت كوبا بالسيادة النهائية على الإقليم، بينما تمارس الولايات المتحدة الولاية القضائية والسيطرة الكاملة. دُمجت القضية مع التماس آخر بالمثول القضائي الصادر في قضية العودة ضد الولايات المتحدة. وقد طعن الدفاع في شرعية احتجاز بومدين في القاعدة العسكرية البحرية الأميركية في خليج غوانتانامو بكوبا، فضلاً عن دستورية قانون اللجان العسكرية لعام 2006. وقد عقدت المحكمة العليا جلسات الاستماع الشفوية بشأن القضايا المجمعة في 5 ديسمبر/كانون الأول 2007.

في الثاني عشر من يونيو 2008، أصدر القاضي كينيدي رأيه بأغلبية 5-4، مؤكداً أن السجناء لهم الحق في الحصول على أمر المثول أمام القضاء بموجب دستور الولايات المتحدة، وأن قانون اللجان العسكرية لعام 2006 كان غير دستوري. وقد طعن الحكم في تأكيد الحكومة على وجود سلطة تنفيذية غير مقيدة، مؤكداً أن مثل هذه السلطة لا يمكنها أن تتجاوز الحماية الأساسية التي يضمنها الدستور. لتقرر أن الأجانب المحتجزين باعتبارهم مقاتلين أعداء في تلك المنطقة يحق لهم الحصول على أمر المثول أمام القضاء المحمي بموجب المادة الأولى، القسم التاسع من دستور الولايات المتحدة. وقضت المحكمة العليا بأن الحقوق الأساسية التي يكفلها الدستور تشمل معتقلي غوانتانامو. واستناداً إلى قضية ماربيري ضد ماديسون (1803)، خلصت المحكمة إلى ما يلي:
لا يمكن انتهاك الميثاق الأساسي للأمة بهذه الطريقة. يمنح الدستور الكونجرس والرئيس سلطة الاستحواذ على الأراضي والتصرف فيها وحكمها، وليس سلطة تحديد متى وأين تنطبق شروطه. إن القول بأن السلطات السياسية يمكنها تشغيل الدستور أو إيقافه حسب إرادتها من شأنه أن يؤدي إلى نظام تكون فيه السلطات السياسية، وليس هذه المحكمة، هي التي تقول "ما هو القانون".
إلى جانب قضايا رسول ضد بوش (2004)، وحمدي ضد رامسفيلد (2004)، وحمدان ضد رامسفيلد (2006)، كانت هذه القضية بمثابة نقطة تحول في الفقه القانوني للمحاكم الأمريكية في التعامل مع المعتقلين. وأكد القرار على أهمية الإجراءات القانونية الواجبة والرقابة القضائية في حماية الحقوق الفردية، حتى في سياق الأمن الوطني.